# ギャンブル コンファイト
『ギャンブル コンファイト』は、アーテインから2006年2月23日に発売された対戦型格闘ゲーム。

## 概要
本作はシンク・アンド・フィールが2005年10月18日に北米や欧州で発売した『The Con』に追加要素を加えて日本向けにリブートしたもの。
PSPのゲームソフトでは初めて顔写真をプレイヤーの顔に取り込むことが出来るシステム「顔取り込みシステム」を採用している
テレビCMでは空手家の桜木裕司が出演していた。

## ストーリー
「THE BIG TIME TOURNAMENT」

## システム

### 基本操作
従来の対戦型格闘ゲームとは違い、サイドビュー視点で互いに至近距離で殴り合う形式となっており、方向キーは回避動作となっているために移動や間合いの概念が存在しない。
下半身への攻撃
□ボタンで左ヘッド攻撃、△ボタンで右ヘッド攻撃、×ボタンで左ボディ攻撃、○ボタンで右ボディ攻撃と
連続技についてはエディットモードで調整ができる。
グラップアタック
□ボタンと×ボタンを同時押しすることで、相手に組み付きつつ攻撃を与える投げ技。技中に攻撃に合わせてボタンを押すとエクストラダメージとなり、威力が増加する。
スペシャルアタック
方向キーと攻撃ボタンを組み合わせることで発動する通常攻撃とは動作が異なる攻撃。攻撃内容やコマンドは格闘スタイルによって異なる。
スーパーアタック
△ボタンと○ボタンを同時押しすると発動する必殺技。威力は高いが、隙が大きい。
エスケープ
相手がグラップアタックを仕掛けてきた際にコマンドを入力すると、グラップアタックから脱出する。

### フェイク
Lボタンを押すことで発動する。
イカサマ行為であり、対戦相手に賭けている際に賞金をただ勝つだけ
ただし、多用し過ぎると信頼度メーターを大幅に下げてしまう。
フェイクアタック
Lボタンを押しながら攻撃を当てると発動。見た目は通常攻撃と変わらないが、相手に与えるダメージが極端に低い。
フェイクダメージ
相手の攻撃が当たる瞬間にLボタンを押すと発動。相手の攻撃が効いている演技を行って観客を騙す。完璧なタイミングではパーフェクトフェイクとなり、大袈裟なリアクションをとる。

### 信頼度メーター
観客の心情を表す親指型のアイコンが付属したメーター。
メーターが左に傾いているときはイカサマがバレていない事を表すが、イカサマを確信しているとメーターが右に傾き、親指が下に向く。
メーターが右に傾いた状態で試合が終わると勝敗に関わらず観客に袋叩きにされ、ファイトマネーも獲得できない。
信頼度を回復するためにはフェイクを行わずに正々堂々と戦わなければならない。

## 用語
THE BIG TIME TOURNAMENT
アンダーグラウンドの世界では最大級の規模を誇る格闘大会。優勝者には$10,000,000もの多額の賞金が譲渡される。